# Граций, Ортуин
Ортуин Граций (нем. Ortuin Gratius, собств. de Graes, 1481—1542) — профессор теологии Кёльнского университета, главным образом известен как оппонент гуманистов, ярко проявивший себя в так называемом «рейхлиновском споре».

## Биография
Получил образование в городе Девентер, отчего заслужил прозвище «Девентерский». Поначалу Граций Ортуин являлся сторонником гуманистических идей, но позднее отказался от них. Когда поднялся скандал вокруг имени профессора филологии Иоганна Рейхлина, который выступал за сохранение и изучение еврейских книг, Граций Ортуин решительно встал на сторону противников Рейхлина. Кёльнская профессура возлагала на Ортуина большие надежды, так как он, будучи некоторое время в рядах гуманистов, мог состязаться со сторонниками И. Рейхлина в области изящной словесности.
Профессор Граций Ортуин начал с того, что принялся нападать на Рейхлина в своих латинских стихотворениях. В частности, когда Кёльнский институт выпустил в свет свой разгромный разбор рейхлиновского «Глазного зерцала», Граций Ортуин предпослал этому разбору собственное стихотворение. Впрочем сам Иоганн Рейхлин довольно низко оценивал виршеплетство Ортуина, и в «Защите против кёльнских клеветников» он открыто издевается над стихами противника.
В знаменитых «Письмах тёмных людей» защитники Иоганна Рейхлина подвергли насмешке деятельность Грация Ортуина и лояльных к нему консерваторов. Желая достойно ответить на вызов, в 1518 году профессор Ортуин пишет труд «Сетования тёмных людей» (Lamentationes obscurorum virorum). Для своего сочинения профессор теологии также избирает эпистолярный жанр. На страницах «Сетований тёмных людей» Граций Ортуин жалуется на безвременно ушедшие времена жесткой церковной дисциплины и современный упадок нравов. В качестве пролога к своему сочинению кёльнский теолог использует папскую буллу от 15 марта 1517 года. В противовес «Письмам тёмных людей», создатели которых нарочно писали на испорченной латыни, он старается изъясняться на изысканной латыни гуманистов, но то и дело переходит на более привычную ему испорченную латынь схоластиков. Многие из писем, созданных Грацием Ортуином, были неестественно кратки и с точки зрения просвещенных гуманистов неубедительны. К прежним упрекам в адрес профессора Ортуина добавилось также обвинение в отсутствии у него какого бы то ни было остроумия. Идейное поражение Ортуина и его сторонников было очевидно.
Однако, несмотря на свой отход от гуманизма и скандальную историю с Иоганном Рейхлиным, Граций Ортуин всё же не был начисто лишен исторического понимания и беспристрастия. В самом значительном своем труде «Fasciculus rerum expentendarum ac fugiendarum» (1535), представляющем собой сборник брошюр и документов прежних времен, направленных против папы, он демонстрирует довольно критическое отношение к деятельности римской курии. Позднее данное сочинение было занесено в Индекс запрещённых книг.

## Труды
- 1504 — «О жизни и обычаях евреев» («De vita et moribus judaeorum»; совместно с Виктором фон Карбеном[англ.])[3]
- 1518 — «Сетования тёмных людей» («Lamentationes obscurorum virorum»; издано анонимно)
- 1535 — «Fasciculus rerum expentendarum ac fugiendarum» — сборник сочинений против папы[4].